# Carmen Maria Machado
Carmen Maria Machado (ur. 1986) – amerykańska pisarka, autorka opowiadań.

## Życiorys
Wychowała się w Allentown, jej dziadkiem był imigrant z Kuby. Studiowała twórcze pisanie w ramach Iowa Writersʼ Workshop na University of Iowa, brała także udział w kursie literackim Clarion Workshop, gdzie wśród osób prowadzących jej zajęcia byli Ted Chiang, Walter Jon Williams i Cassandra Clare.
Jej krytyka literacka, opowiadania i eseje ukazały się m.in. w periodykach „The New Yorker”, „The New York Times” i „Granta”, a także w antologiach. Debiutem książkowym Machado był zbiór opowiadań pod tytułem Jej ciało i inne strony. Tematy poruszane w opowiadaniach dotyczą cielesności kobiet i kontroli nad ciałem. Zbiór przyniósł autorce nagrody Bard Fiction Prize, Lambda Literary Award w kategorii Lesbian Fiction oraz John Leonard Prize przyznawaną przez National Book Critics Circle. Książka znalazła się również w finale National Book Award oraz zyskała nominację do Shirley Jackson Award. Jej drugą publikacją książkową jest powieść autobiograficzna In the Dream House, która jest analizą toksycznego związku, ale i stereotypowej percepcji związków lesbijskich przez społeczeństwo. Książka została wyróżniona nagrodą Lambda Literary Award w kategorii literatury niefikcjonalnej.
W swojej twórczości Machado łączy realizm i metafikcję z elementami fantastyki i realizmu magicznego. Jako inspirację wymienia twórczość Raya Bradbury, Shirley Jackson, Angeli Carter, Kelly Link, Helen Oyeyemi, Yoko Ogawy i Gabriela Garcíi Márqueza.
Wykłada twórcze pisanie na Uniwersytecie Pensylwanii.
Mieszka z żoną w Filadelfii.

## Twórczość
- 2017: Her Body and Other Parties, wyd. pol.: Jej ciało i inne strony. Dobromiła Jankowska (tłum.). Wydawnictwo Agora, 2018. ISBN 978-83-268-2709-9. Brak numerów stron w książce
- 2019: In the Dream House: A Memoir,[1] wyd. pol.: W domu snów. Łukasz Błaszczyk (tłum.). Wydawnictwo Agora, 2022. ISBN 978-83-268-3875-0. Brak numerów stron w książce
- 2019–2020: The Low, Low Woods (komiks; il.: Dani Strips)[6]